# 胡茂元
胡茂元（1951年—），出生於上海。上海汽车工业（集团）总公司、股份有限公司以及华域汽车系统股份有限公司原董事長兼黨委書記。現任安邦保險集團股份有限公司董事長、中国桥牌协会副主席，以及上海市企業聯合會會長。

## 生平
在1983年委任上海汽车工业（集团）总公司管理層之今，出身於贫苦家庭的胡茂元，在1968年於上海拖拉机厂工作，之後在1983年委任上海拖拉机厂厂长、上海汽车工业总公司副总经理、副总裁一職，到了1995年委任上海汽车工业（集团）总公司副总裁、上海汽车有限公司副总经理，同時委任上海汽车工业（集团）总公司浦东轿车项目组总经理、上海通用汽车公司总经理，之後平步青雲，在1999年躍升為總裁一職，到了2004年至2014年委任董事長一職。
获得过同濟大学博士学位、复旦大学硕士学位和上海工程技术大学（时名上海交通大学机电分校）学士学位，曾在美国佐治亚理工大学学习商业管理，但由於被上海市政府領導召回緊急處理事務，故此在未足1年便召回，處理上汽集团与美国通用汽车公司合資事宜。另外，值得一提是胡茂元成功把上海汽車和德國大眾汽車公司合資成立車廠，名為上海大眾汽車公司，便車銷售量增加，收購江苏仪征、柳州五菱、烟台车身厂、英國羅孚車廠、南京汽車集團，又接收了原中汽总公司，组建了上汽北京分公司，上汽北美公司、欧洲公司、日本公司、香港公司等地區，唯一最大併購失敗的，便是韓國雙龍汽車，因為存在文化及工會問題。